# Cattleya intricata
Cattleya intricata är en orkidéart som beskrevs av Heinrich Gustav Reichenbach. Cattleya intricata ingår i släktet Cattleya och familjen orkidéer. Inga underarter finns listade i Catalogue of Life.